# Vaudois du Luberon
Les vaudois du Luberon sont des personnes de la région du Luberon (sud de la France, principalement l'actuel département de Vaucluse) qui appartiennent au mouvement vaudois, c'est-à-dire qui suivirent les doctrines de Vaudès plus connu sous le nom de Pierre Valdo, créateur en 1170 d'un mouvement religieux appelé Les Pauvres de Lyon.
L'histoire des vaudois du Luberon illustre les tensions religieuses qui secouent le monde chrétien au Moyen Âge et à la Renaissance, en particulier lors du massacre de Mérindol du printemps 1545, qui coûta la vie à 3 000 personnes en cinq jours, et dévasta 24 villages, tandis que 670 personnes étaient envoyées aux galères de Marseille.

## Installation de6 000 personnesen un siècle
L'installation de vaudois dans la région du Luberon commence en 1399 : à la suite d'une longue campagne militaire en Italie, Louis II, comte de Provence, a besoin d'argent. Il met en vente des terres de peu de valeur, qui lui sont achetées par les seigneurs de Boulier-Cental et de Roccasparvera. Ceux-ci, ayant des possessions dans le Piémont, installent dans ces terres nouvellement acquises une centaine de familles de paysans piémontais, de religion vaudoise : à Mérindol, Vaugines, Cabrières-d'Aigues.
Les témoignages de l'époque décrivent les vaudois comme de gros travailleurs, intègres, payant leurs dettes, d'une grande pureté de mœurs. Grâce à leur labeur, les terres produisent de plus en plus, et leurs seigneurs voient leurs dividendes passer « de quatre écus à huit cents ». Par accroissement naturel, et par la venue de nouveaux Piémontais, ils s'installent aussi au nord du Luberon : Gordes, Goult, Lacoste, ainsi que de l'autre côté de la Durance à La Roque-d'Anthéron. Ils se regroupent dans certains sites de préférence à d'autres et ont investi une quarantaine de localités, de part et d'autre du Luberon : « en reliant comme par un fil les sites du Luberon dans lesquels ils s'installent, nous pouvons retrouver la géographie vaudoise piémontaise et dauphinoise, connue depuis au moins le XIVe siècle », a constaté l'historien Gabriel Audisio.
Au moins 1 400 familles, soit environ 6 000 personnes venues des diocèses alpins de Turin et d'Embrun, sont venues s'installer entre 1460 et 1560 dans la région du Luberon, selon l'historien Gabriel Audisio. Les deux tiers d'entre eux sont arrivés entre 1490 et 1520, ce qui permet de faire face à la chute de 60 % de la population à la fin de la guerre de Cent Ans, au moyen de onze « contrats d'habitations » concernant treize villages du Luberon. Ils sont signés à Joucas (1460), Lourmarin (1480), Cabrières-d'Aigues (1495), Gignac (1501), Mérindol (1504), La Motte-d'Aigues (1505), Saint-Martin-de-la-Brasque (1506) et Peypin-d'Aigues (1506), Roquefure (1508), Murs (1508), Villelaure (1511) et Buoux (1512).
À Cabrières-d'Aigues, les 80 familles qui s'installent en 1495 viennent toutes de la vallée de Freissinières où a eu lieu, sept ans plus tôt, la Croisade contre les vaudois de 1488 et deux tiers des arrivants à Cabrières-d'Aigues figurent sur la liste des habitants de Freissinières, alors poursuivis pour hérésie, qui est conservée dans les archives du Parlement de Grenoble.
Si l'on prend les 292 patronymes identifiés à Lourmarin, Cabrières-d'Aigues, et les trois villages rejoints en 1505, La Motte-d'Aigues, Saint-Martin-de-la-Brasque et Peypin-d'Aigues, 245 viennent des sites vaudois des Alpes, soit 84 %.

## Les premières persécutions

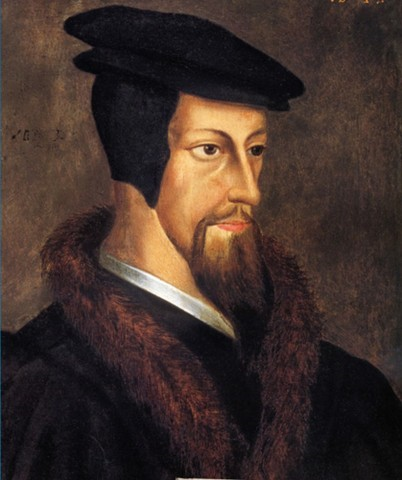
Jean Calvin, fondateur du calvinisme.

En 1528, les évêques d'Apt en Provence, Jean Nicolaï, et de Cavaillon (Comtat-Venaissin) commencent à lancer des enquêtes sur la progression de l'hérésie. « Les luttes et vengeances locales entre seigneurs de plusieurs villes et châteaux sont omniprésentes, au point qu'on peut parler de règlements de comptes locaux qui instrumentalisent la religion pour mieux cacher leurs crimes. ».
Vers 1530, Jean de Roma, un dominicain, assemble une troupe et initie alors massacres, viols, tortures, pillages, avant de devoir s’enfuir au Comtat Venaissin. Le roi de France, inquiet de ces excès, charge le Parlement d'Aix d'ouvrir une information contre lui, mais il meurt quelques années plus tard atteint de la peste à Avignon selon Jean Mahuet, et selon Jean Crespin, auteur protestant de l'Histoire des martyrs.
C'est l'époque de l'installation du calvinisme à Genève. En 1530, les vaudois du Piémont y envoient quelques émissaires. En 1532, au synode de Chanforan, le mouvement vaudois se rattache officiellement au protestantisme. Entre 1532 et 1539, plus de 400 personnes sont poursuivies pour hérésie en Provence, dont 93 % étaient des vaudois, selon l'historien Gabriel Audisio.
Dans le Comtat Venaissin, propriété du pape, le vice-légat confisque des terres de vaudois et les redistribue à des catholiques. Le pape Clément VII demande au roi de France François Ier d'agir de même sur le versant français du Luberon.
Se sentant encerclé par Charles Quint, élu en 1519 empereur d'Allemagne, alors qu'il possède l'Espagne, les Pays-Bas et une partie de l'Italie, François Ier s'allie avec l'empire ottoman de Soliman le Magnifique, par le traité du 4 février 1536 dit « des capitulations ». Cette alliance faisant scandale chez les catholiques, il ne peut plus se permettre une attitude tolérante envers des hérétiques.
Le parlement d'Aix-en-Provence condamne en 1532 sept personnalités vaudoises, et demande aux seigneurs locaux de confisquer les terres des vaudois. Ceux-ci prennent les armes et s'emparent de Mérindol, Lacoste et de Cabrières-d'Avignon. En 1534, de nouvelles condamnations frappent des vaudois, qui sont libérés par leurs coreligionnaires en armes des prisons d'Apt, Cavaillon, Roussillon.
En novembre 1535, François Ier réclame de nouveau le duché de Milan, envahit la Savoie dès le début de 1536. Charles Quint prend alors en personne la tête de son armée pour envahir la Provence en franchissant le Var le 25 juillet 1536, et s'empare de Toulon, mais renonce à assiéger Marseille et rebrousse chemin en septembre. François Ier cherche alors à calmer la situation en Luberon, et le 15 juillet 1535, il accorde le pardon aux vaudois qui abjurent leur religion dans les six mois.
En 1540, Colin Pellenc, un meunier vaudois du Plan d'Apt, est arrêté pour hérésie. Possédant plusieurs ouvrages en français, dont une Bible, il est jugé par le juge Grossi d'Apt et condamné au bûcher. Son exécution entraîne la confiscation de ses biens, redistribués aux autorités. Cet événement suscite la colère des Vaudois de Mérindol, qui saccagent son ancien moulin, désormais propriété royale. En représailles, le Parlement d'Aix prononce en novembre 1540 l'Arrêt de Mérindol, initiant une vague de répressions contre les Vaudois.
En 1544, les vaudois sont accusés d'avoir incendié l'abbaye de Sénanque, près de Gordes.

## La persécution de 1545
En 1540, les vaudois font l'objet d'une condamnation par le parlement de Provence, dit édit de Mérindol. Ayant besoin de leur soutien contre l’empereur Charles Quint, François Ier expédie des lettres de grâce aux habitants condamnés.
La retraite de Charles-Quint en 1545 change le contexte. En avril 1545, Jean Maynier baron d’Oppède et premier président du Parlement d’Aix déclenche la persécution, menée par le baron Paulin de La Garde (Antoine Escalin des Aimars (1498c-1578)) et Joseph d'Agoult.
Eustache Marron, le chef des vaudois, a son fief à Cabrières (actuel Cabrières-d'Avignon), qui est dévasté le 19 avril 1545, 22 autres villages et 900 autres fermes sont détruites par l'armée du baron. En cinq jours, 3 000 personnes sont tuées, 670 hommes sont arrêtés et envoyés aux galères, des deux côtés de la montagne du Luberon. Certains sont vendus en esclavage. Les terres sont confisquées. Les biens pillés sont bradés au dixième de leur prix. Les violences débordent, les villages des alentours les subissent aussi. Le passage des soldats venus mettre fin à la guerre civile détruit les cultures, des troupeaux sont tués, et un certain nombre de paysans se retrouvent réduits à la famine.
Une plainte est portée auprès du parlement de Provence contre les saccages et violences aux personnes, par une des familles nobles de la région. Mérite de Trivulce, appelée aussi Marthe de Trivulce, ou encore « la dame de Centale », une des filles du maréchal Jacques de Trivulce, héros de Marignan, épouse de Louis de Bouliers, seigneur de Centallo, Demonte et Roccasparvera, dans la province de Coni dans le Piémont en Italie, et propriétaire du château de La Tour d'Aigues, dans le Vaucluse est à l'origine de l'enquête royale, par une plainte déposée en 1547.
Le procès ne sera ouvert qu'après la mort de François Ier en 1547, à qui son père avait rendu de précieux services à Marignan. Mais les soudards comme les parlementaires qui se sont enrichis sont tous acquittés.

## Après 1545
Le 12 février 1560, Paulon de Mauvans rallie les soixante églises protestantes de Provence à la conjuration d'Amboise : deux mille hommes sont promis au parti huguenot.
Les vaudois du Luberon seront plus de quatre cents parmi les huguenots d'Afrique du Sud lors de la révocation de l'édit de Nantes, en 1685, qui provoquera au total l'exil de plus de 200 000 huguenots. Les huguenots partis du Luberon vers l'Afrique du Sud venaient principalement des villages de Lourmarin, Saint-Martin-de-la-Brasque et La Motte-d'Aigues, tous trois villages martyrs lors du massacre de 1545.
Nombreux furent également les exilés qui débarquèrent dans la province de Darién (actuellement au Panama).